# Палаццо Барбариго
Палаццо Барбариго (итал. Palazzo Barbarigo) — палаццо (дворец) в Венеции на Гранд-канале, памятник архитектуры XVI века. Расположен в сестиере (районе) Дорсодуро, недалеко от моста Академии и Палаццо Веньер деи Леони, в котором располагается коллекция произведений современного искусства Пегги Гуггенхайм.
В 1625 году в палаццо родился Грегорио Барбариго. В Венеции и её окрестностях имеются и другие дворцы и виллы, ранее принадлежавшие членам семьи Барбариго, среди них, также на Гранд-канале: Палаццо Барбариго делла Терацца.

## История и архитектура

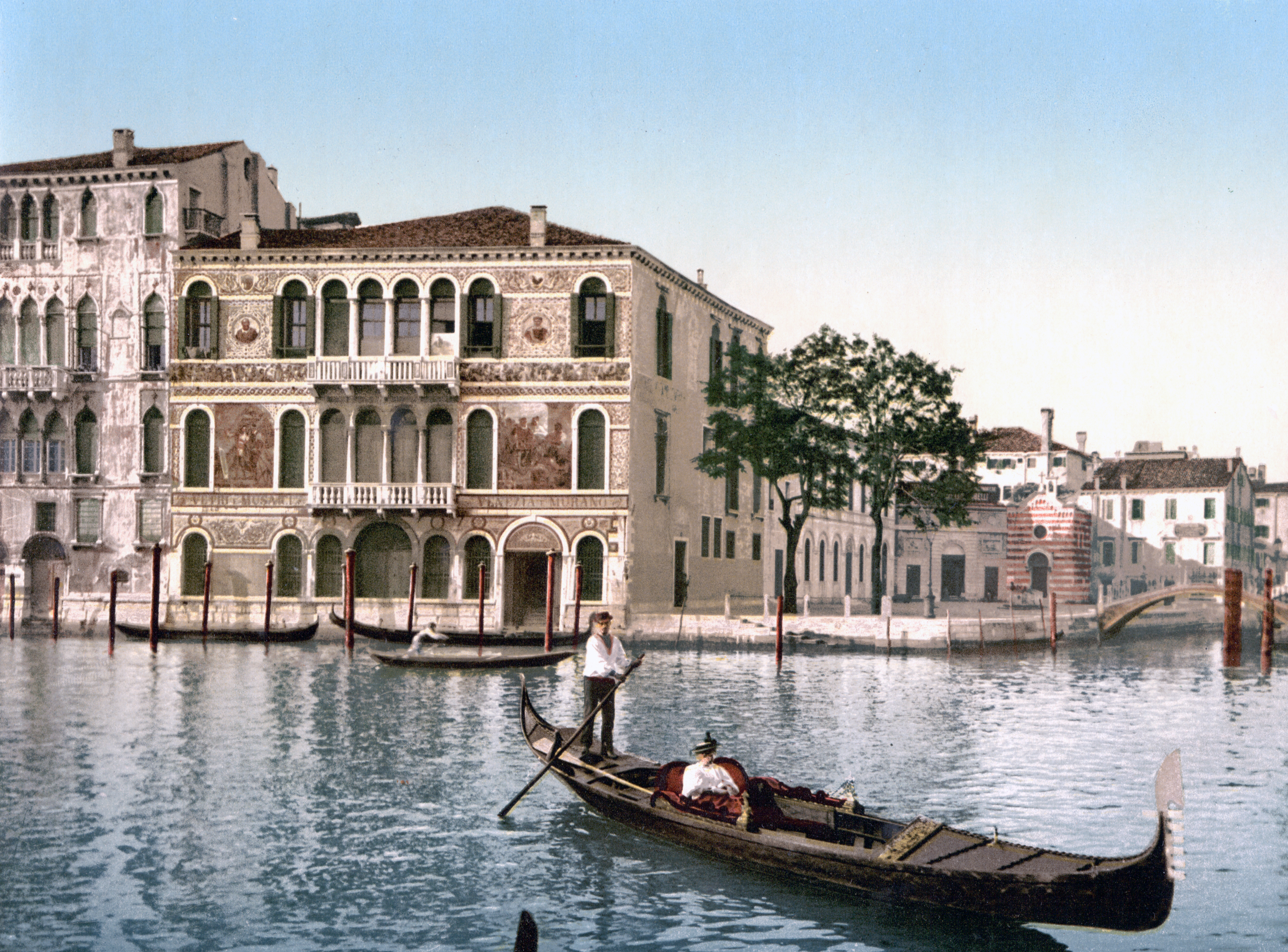
Палаццо Барбариго на Гранд-канале. Фотохромия 1890-х гг.

Палаццо построено в XVI веке, в самый расцвет эпохи Возрождения в Италии. Проект предусматривал три этажа: первый — с открытой лоджией, выходящей на канал (ныне закрытая, с зарешёченными арочными окнами), два верхних — парадный этаж (piano nobile) и третий, малый парадный (secondo pianino nobile), также ранее имели открытые лоджии.
Ныне палаццо имеет один из наиболее примечательных фасадов из всех дворцов на Гранд-канале. В конце XIX века дворец перешёл в собственность братьев Тестолини, владельцев стекольного завода Fratelli Testolini, занимавшимся производством мозаики, изделий из стекла, а также художественной мебели и текстиля. В 1886 году по их заказу фасад палаццо был облицован мозаикой из муранского стекла. Аристократические соседи порицали Тестолини как нуворишей, имеющих грубый вкус и осуществивших отделку вразрез с благородными фасадами соседних зданий. В то же время такое не соответствующее первоначальному виду дворца вмешательство отражало практику строительства в городе с влажным климатом, где росписи как на фасадах, так и в интерьере, более подвержены разрушению.
В медальонах на верхнем этаже изображены портреты венецианских художников Тициана и Тинторетто; фриз, фланкирующий верхний балкон, изображает путти с аллегориями искусств и ремёсел; ниже изображены два сюжета из истории города.
С начала XX века во дворце располагалась штаб-квартира производителя стекла Pauly & C. — Compagnia Venezia Murano.
В настоящее время палаццо Барбариго, как и часть соседнего палаццо да Мула Морозини, принадлежит российскому дирижёру Валерию Гергиеву. Это лишь часть огромного пакета итальянской недвижимости, полученного им в наследство от филантропа и мецената Йоко Нагаэ (Yoko Nagae) после её смерти в 2015 году. Часть здания используется как демонстрационный зал и магазин, в котором продаются образцы муранского стекла.